# Лесная дача (территория)
Лесна́я да́ча — ограниченная часть лесных угодий в Российской империи, подчинённая единому хозяйственно-техническому плану и прикреплённая к какому-либо владельцу. Большинство лесных дач было государственными (казёнными).
Для удобства ведения хозяйства лесные дачи делились на примерно равные части прямоугольной формы (кварталы), отделявшиеся просеками, использовавшимися для вывозки заготовленных в лесу лесоматериалов. Границами некоторых кварталов могли быть ручьи, овраги и т. д.

## История
Слово дача первоначально означало земельный участок, который жаловался (давался) царём служилым людям. В начале XVIII века Пётр I пожаловал чиновникам землю по дороге в Петергоф, где те должны были завести себе дома. Так появляется современное значение слова дача — земельный участок с загородным домом, не непредназначенным для постоянного круглогодичного проживания. Появившийся в XVII веке термин «лесная дача» сохранил первоначальный смысл слова дача, как обозначение территории.
Первое руководство для ведения лесного хозяйства в горнозаводских дачах было выработано в 1702 году. В этом документе предписывалось разделить лесную дачу на участки — лесосеки, которые после вырубки «оставлялись под поросль». По распоряжению Петра I все леса в заповедных пределах были описаны и на них составлены карты с обозначением лесных дач, рек и пристаней, к которым удобно доставлять древесину.
Первоначальное определение границ лесных дач осуществлялось путем нанесения знаков на деревья, сооружением куч из камней. Однако такие границы не могли быть долговечными: они уничтожались в результате неблагоприятных природных явлений, а чаще всего — заинтересованными лицами. Уничтожение пограничных знаков вело к возникновению конфликтов и споров, длившихся годами.
В 1782—1797 годы на большей части территории Европейского севера России проводилось Генеральное межевание земель, положившее начало выделению лесного фонда. В результате государство закрепило за поселившимся населением занятую им землю и разделило лесную территорию на крестьянские, казённо-крестьянские и казённые леса или дачи. Казенно-крестьянские лесные дачи выделялись узкой полосой по берегам рек и речек вблизи населенных пунктов «из расчёта по 15 десятин на ревизскую душу». В пределах каждой казенной дачи были выделены сосновые и лиственничные корабельные рощи, объявленные заповедными. При межевании были отведены лесные дачи и железоделательным заводам в прилегающим к ним лесных массивах.
В начале XIX века на уральских заводах для предупреждения пожаров в лесных дачах появились «огневщики». Они выбирались ежегодно из жителей горнозаводских округов. Кроме этого, «огневщики» должны были заниматься надзором за пользованием лесных дач крестьянами из приписанных к заводам деревень и следить за состоянием лесов.
В 1826 году Сенатом было утверждено «Положение об устройстве лесничеств по губерниям России». По нему на территории всех российских губерний создавались лесничества, которые, в свою очередь, подразделялись на лесные дачи. Лесные дачи делились на таксационные участки в зависимости от качества древесины и продавались с торгов на вырубку всем желающим.
Единицами управления были лесничества, состоящие из одной или нескольких лесных дач. В дальнейшем с изменением экономических условий некоторые лесные дачи стали больше лесничеств. Они подразделялись на отрезы — хозяйственные части, для которых и разрабатывались планы ведения хозяйства.
Инструкциями 1845 и 1854 годов выделено три разряда лесоустройства в зависимости от интенсивности ведения хозяйства: по первому разряду лесные дачи делились на кварталы площадью 227 га и лесоустройство в них проводили более детально (инструментальное выделение участков с образованием прямоугольных контуров), по второму, где лесные дачи делились на кварталы площадью 454 га, такие работы производили только частично, по третьему, где лесные дачи делились на кварталы площадью 1816 га, инструментально выделяли участки лишь спелого леса.
Основной особенностью дореволюционного лесоустройства является то, что за хозяйственную единицу принималась отдельная лесная дача. Для неё разрабатывались все мероприятия и решались все вопросы без какой-либо увязки с соседними дачами в пределах уезда. Большинство лесных дач устраивалось по низким разрядам инструкций 1897 и 1907 годы, для которых характерны упрощенные приемы лесоустройства, или же по «Упрощенным правилам для устройства казенных лесов» (1859). Размер кварталов обычно колебался от 4x4 до 4x16 верст. Выделение таксационных участков с 1894 года производилось при помощи сети таксационных визиров. При этом границы выделов определялись путем засечек при промере и таксации на просеках и визирах.
В ЭСБЕ в томе Россия (1899) давалась такая информация по лесным дачам:

Недостаток статистических данных заставляет ограничиться предположением, что в Р[оссии] преобладают, с одной стороны, мелкие лесные дачи площадью до 500 дес[ятин], с другой — весьма крупные, площадью не менее 10000 дес. В первых ведение правильного лесного хозяйства оказывается затруднительным; во вторых приходится считаться с необходимостью перевозить древесину на такие далекие расстояния, что стоимость перевозки, особенно значительная при обычном в лесах бездорожье, не может окупиться продажною ценою менее ценных материалов; вследствие этого оказывается, что в более крупных дачах малоценные материалы, как хворост, жерди, даже тонкие дрова, не всегда находят полный сбыт, иногда же почти вовсе его не имеют. Правда, крупные дачи площадью до 30 тыс. дес. встречаются и в Германии, но там подобная дача всегда оказывается перерезанною несколькими шоссейными, а то и железными дорогами, не говоря о множестве проселков и специальных лесовозных путей. При таких условиях вывозки значительная площадь дачи не представляет препятствия полному и выгодному сбыту лесных материалов, из которых даже наименее ценные находят сбыт благодаря большей густоте населения.

Лесные дачи сохранялись и в СССР в первой половине XX века.